# Ꙫ
Ꙫ (minuscule : ꙫ), appelé o binoculaire, est une lettre archaïque de l’alphabet cyrillique utilisée dans l’écriture du vieux slave.

## Représentations informatiques
Le o binoculaire peut être représenté avec les caractères Unicode suivants :
| formes    | représentations | chaînes de caractères | points de code | descriptions                              |
| --------- | --------------- | --------------------- | -------------- | ----------------------------------------- |
| capitale  | Ꙫ               | Ꙫ                     | U+A66A         | lettre majuscule cyrillique o binoculaire |
| minuscule | ꙫ               | ꙫ                     | U+A66B         | lettre minuscule cyrillique o binoculaire |